# サウンドペディア
サウンドペディア (Soundpedia) は2006年に シンガポールをベースに登場した音楽 コミュニティサイト。この音楽コミュニティサイトは、膨大な量の音楽が合法的にフル視聴可能のサービスで現在、急成長しており既に150万人を超えるアクティブユーザーを獲得している。 
サウンドペディアは、ユーザーが膨大な曲やビデオの中から自分だけのプレイリストを作成可能で、それらはストリーミング視聴可能で他のユーザーとも共有できる、いわば自分だけのユニークなラジオステーションを持つ事が可能。
現在では携帯電話などの端末にもその機能を提供している。さらに個々のユーザーにストリームされた音楽情報をサウンドペディアのデータベースに転送して、すべての曲がどの程度視聴されたか等もユーザーが把握できるようだ。なお、英語の他に日本語、フランス語、イタリア語など9ヶ国語の言語に対応している。
サウンドペディアは現在、facebook用のアプリケーションや、複数のOSの為にブラウザーベースの音楽プレイヤー、デスクトップガジェットを開発している。